# Dead or Alive (sèrie)
Dead or Alive (デッドオアアライブ, Deddo oa Araibu) és un saga de videojocs de lluites d'arts marcials en tres dimensions (3D) originada en 1996 i creada per Tomonobu Itagaki, responsable de l'equip de desenvolupament Team Ninja de Tecmo Arxivat 2014-09-04 a Wayback Machine.. En ser un videojoc de lluita 3D se sembla en certa manera a altres exponents com Virtua Fighter o Tekken, però té característiques pròpies que van ajudar a definir-lo des d'un principi.
Una de les seues característiques més destacables al principi van ser les claus de contraatac, amb les quals podia retornar-se un colp al contrincant que ho havia llançat. Una altra d'eixes característiques era el sensual i constant tentinege dels pits de les seues lluitadores, una cosa que fins llavors no s'havia aplicat en els jocs en 3D.
En resum, Dead or Alive és un joc ràpid, amb colps i puntades realistes i amb gran carisma, amb una gran base de fans en tot el món. A més, amb Dead or Alive Ultimate Tecmo va afegir joc en xarxa a través de la connexió de xarxa integrada en la Xbox, amb la qual cosa es va convertir en el primer joc de lluita amb capacitat per a jugar a través d'Internet amb altres jugadors de tot el món.
També s'ha realitzat una pel·lícula d'imatge real basada en els jocs, DOA: Dead or Alive (2007), dirigida per Corey Yuen.

## Argument dels videojocs
La premissa de la sèrie de videjocs consisteix en la celebració d'un torneig d'arts marcials on els millors lluitadors d'arreu del món hi participen. Un dels protagonistes inicials, Kasumi, hi participa, deixant-la com una marginada de la seua comunitat ninja, deixant-la en una posició vulnerable. Els organitzadors del torneig intenten crear el millor lluitador, que és el projecte Omega.

## Història
La sèrie va aparèixer per primera vegada a través de les màquines de saló Arcade Model 2 de SEGA, en l'any de 1996 es va decidir adaptar el joc per a la consola de sobretaula Sega Saturn.
És així com el primer Dead Or Alive domèstic va estar disponible per a Sega Saturn.
Es caracteritze per presentar un aspecte gràfic notable i una àgil mecànica de combat en 3D, no obstant això va ser també criticat per la falta d'un argument que justificara el desenvolupament de les baralles. També va ser llançada una versió per a la Play Station de Sony, on no cull l'èxit esperat, a causa de l'hegemonia que en aquells dies ostentava Tekken 3 Aquest joc va ser rellançat com Dead or Alive 1 Ultimate para la consola de Microsoft. XBOX en l'any 2005, incloent retocs menors i com principal afegit la compatibilitat amb el servei de joc en línia XBOX LIVE.
Dead Or Alive 2 eixí a la venda el 20 de juliol de 2000 per a la consola de sobretaula Sega Dreamcast aquest lliurament va aconseguir molt més èxit que el seu antecessor, degut en part a la notable evolució gràfica, escenaris interactius multinivell i l'atractiu dels seus personatges femenins.
Temps després una versió del joc va ser llançada per a la consola Play Station 2, sota el nom de Dead or Alive 2: Hardcore.
Després d'açò, no es va saber gens de la saga fins al 14 de març de 2002 amb Dead or Alive 3. Durant el Tokyo Game Show fou quan TECMO va revelar els nous plans per a la franquícia. Dead or Alive sempre havia estat un joc típic de salons recreatius. Les dues primers lliuraments debutaren en Arcade i posteriorment van donar el salt a plataforma domèstica, encara que en aquest tercer lliurament deixe en aquest cas. Els motius, en paraules del seu creador Tomonobu Itagaki, a l'ésser XBOX la màquina més potent d'eixa generació, per sobre de la placa NAOMI 2 de SEGA va dur al Team Ninja a limitar l'aparició del seu joc a XBOX en virtut de no sacrificar cap de les seues característiques. "Dead or Alive 3 només és tècnicament possible en XBOX i mai apareixerà en PlayStation 2" van ser altres de les declaracions que Tomonobu Itagaki feu referent a això.
Un any més tard va ser llançat Dead or Alive Xtreme Beach Volleyball, també en exclusiva per a XBOX. Aquest joc pren lloc segons la mateixa cronologia de la saga, després que Zack (tal com es mostra en la cinemàtica del tercer lliurament) guanya el torneig i es fa d'una immensa fortuna amb la qual adquireix una paradisíaca illa tropical. I valent-se d'enganys fa acudir a tots els personatges femenins dels lliuraments anteriors a participar en el torneig Dead or Alive 4, així mateix s'incorpore una nova xica a la plantilla de lluitadores, Lisa, una bella jove negra d'origen nord-americà, que com en el mateix joc s'explica és vella amiga de Tina.
L'objectiu del joc consisteix a col·leccionar vestits de bany i variats accessoris, aconseguint els diners a través de la competència en partits de voleibol i un parell de minijocs. Comptant amb una fase de casino on el jugador pot apostar el guanyat de les formes abans esmentades. Aquest joc a pesar de l'esperat no és compatible amb el servei XBOX LIVE i solament és possible jugar-lo entre dues persones en la mateixa consola en una manera restringida a partits de voleibol.
Aquest joc va ser qualificat de forma contrastant per la premsa especialitzada, ja que a pesar de presentar un apartat gràfic realment impressionant, resultava poc innovador i repetitiu. El mateix Tomonobu Itagaki explique que aquest havia estat concebut originalment com un minijoc per al segon lliurament de la sèrie, però que per diverses qüestions no s'havia pogut portar a terme en el seu moment.
Al cap de poc una sèrie de pirates informàtics (Intrusos), van posar a la disposició dels usuaris de consoles il·legalment modificades, una versió alterada del joc, en el qual a través d'algunes teixidures forçades dins del contingut original, era possible "despullar" a les xiques del joc. Aquest fet culminà en una demanda per part de TECMO a la companyia que facilità la distribució d'aquests continguts.

## Cronologia
- Dead or Alive (1996[3] - Placa Arcade Model 2 de Sega, 300.000 polígons per segon)
- Dead or Alive (1997 - Sega Saturn de Sega)
- Dead or Alive (1998 - Playstation de Sony)
- Dead or Alive ++ (1998 - Placa Arcade Model 2 de Sega)
- Dead or Alive 2 (1999 - Placa Arcade Naomi de Sega, 2.500.000 pps)
- Dead or Alive 2 Millennium (2000 - Placa Arcade Naomi de Sega)
- Dead or Alive 2 (2000 - Sony Playstation 2 | Només Japó)
- Dead or Alive 2 (2000 - Dreamcast de Sega, 4.000.000 pps)
- Dead or Alive 2 Limited Edition (2000 - Sega Dreamcast)
- Dead or Alive 2 Hardcore (2000 - Playstation 2 de Sony)
- Dead or Alive 3 (2001 - Xbox)
- Dead or Alive Xtreme Beach Volleyball (2003 - Xbox)
- Dead or Alive Ultimate (2004 - Xbox) (Versió especial que inclou DoA i DoA 2)
- Dead or Alive 4 (2005 - Xbox 360 de Microsoft, 500.000.000 pps)
- Dead or Alive X 2 (2006 - Xbox 360)
- Dead or Alive Code Chronus/ Chronos (¿? - Xbox 360)
- Dead or Alive 5 (¿? - Xbox 360)